# Valerij Fjodorovič Bikovski
Valerij Fjodorovič Bikovski (rus. Вале́рий Фёдорович Быко́вский; rođen 2. kolovoza 1934., Pavlovski Posad), umro 28. ožujka 2019., peti po redu kozmonaut u tadašnjem SSSR-u. Lansiran u stazu oko Zemlje 1963. godine u svemirskom brodu Vostok 5.
Ukupno je preveo 119 sati i 6 minuta što je tada bio najdulji čovjekov let u svemiru. Njegov je brod prošao na udaljenosti oko 5 km od Vostoka 6, u kojem se nalazila Valentina Tereškova, prva kozmonautkinja. Godine 1976. bio je glavni astronaut svemirskog broda Sojuz 22.

## Odlikovanja
- Orden Lenjina
- Orden Listopadske revolucije

## Galerija
- Valerij Bikovski i Valentina Tereškova, 1963.
- Valerij Bikovski i Sigmund Jähn prije Sojuz 29 misije
- Valerij Bikovski na poštanskoj marki Sovjetskog Saveza, 1963.